# Automolis zegina
Automolis zegina är en fjärilsart som beskrevs av Embrik Strand 1920. Automolis zegina ingår i släktet Automolis och familjen björnspinnare. Inga underarter finns listade i Catalogue of Life.